# Химиотрассы

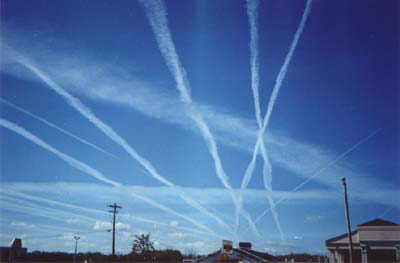
Множество неисчезающих конденсационных следов. Подобные рисунки и называют «химиотрассами»

Химиотра́ссы, или химтре́йлы (англ. chemtrails), — понятие из теории заговора, согласно которой «оккупационное правительство» тайно распыляет c пассажирских самолётов некие «химикаты». Конспирологи утверждают, что такие самолёты можно узнать по необычным конденсационным следам.
Никаких доказательств реальности существования химиотрасс нет.

## История
Истоки данного понятия связаны с операцией «Попай» (Operation Popeye), в рамках которой Соединённые Штаты распыляли йодид серебра в облаках над Вьетнамом (Вьетнамская война), Камбоджей (Камбоджийская кампания) и Лаосом (Гражданская война в Лаосе) в 1967—1972 годах, что приводило к более обильным дождевым осадкам над территорией этих стран. Запрет на использование технологий модификации погоды в военных целях сейчас действует в рамках Конвенции о запрещении военного или любого иного враждебного использования средств воздействия на природную среду (ENMOD). Эту конвенцию, разработанную по инициативе СССР, ратифицировали, в частности, США, Россия и Китай.
В августе 1996 года ВВС США публикуют статью «Weather as a Force Multiplier: Owning the Weather in 2025», предлагавшую идеи погодного оружия. Эта статья и стала толчком к идее о химиотрассах.
2 октября 2001 года Конгрессом США был принят акт H.R. 2977, в котором впервые упоминается термин «химтрейлы» (chemtrails), в рамках классификации экзотических систем вооружения.
Слово «химиотрассы» — русский вариант английского chemtrails — было введено в обиход директором Русской уфологической исследовательской станции RUFORS Николаем Субботиным, написавшим в 2001 году статью о проблеме химиотрасс. В интернет-источниках встречается и вариант «химтрейлы».
В 2007 году местное телевидение штата Луизиана сообщает о клетчатом небе и завышенной концентрации бария — 6,8 миллионных частей (втрое выше ПДК). Впоследствии пришлось взять слова обратно (концентрация оказалась в тысячу раз меньше, 6,8 миллиардных частей) — тем не менее именно это сообщение способствовало распространению маргинальной теории среди широкой публики.

## Конспирология
По мнению конспирологов, в то время как конденсационные следы исчезают в течение нескольких минут, химиотрассы расширяются, пока не превратятся в перистые облака. Иногда бывает, что самолёты устраивают на небе целую «решётку» — как правило, в ясный день.
После пролёта самолётов на земле якобы обнаруживают соли бария и алюминия, полимерные волокна, торий, карбид кремния или различные вещества органического происхождения, а у попавших под химиотрассу якобы ухудшается самочувствие.
Сторонники данной теории заговора выдвигают следующие версии предназначения химиотрасс: контроль численности населения Земли, создание условий для работы радаров, дальняя радиосвязь, испытание биологического оружия. Некоторые конспирологи связывают химиотрассы с болезнью Моргеллонов или HAARP.
Утверждается, что 6 сентября 2007 года на конференции ООН по изменению климата прозвучало выступление президента организации «Agriculture Defense Coalition» Розалинды Питерсон (Rosalind Peterson) на тему «Борьба с изменением климата: лучшая практика землепользования». В выступлении, в частности, говорилось о том, что химикаты, распыляемые реактивными самолётами правительства США и частных корпораций с целью изменения климата, оказывают гибельное влияние на сельское хозяйство, а также на здоровье лесных насаждений и, следовательно, на людей. Существует видеозапись данного выступления, однако запись в протоколе ООН, на которую ссылаются источники, отсутствует на официальном сайте.
Предполагается, что распылители спрятаны в туалетах самолётов и заряжаются из ассенизационных машин — посторонние не будут лезть в грязь. Иногда утверждают, что для распыления используются и специальные самолёты, замаскированные под пассажирские.

## Популярность
По опросу 2016 года, в США, в существование химтрейлов, верит около 30% опрошенных. В России теория заговора получила популярность после коронавирусной пандемии, так, в декабре 2020 года, на общероссийской «Зеленой линии» экологи получили более 70 звонков на тему химиотрасс.

## Разумные объяснения

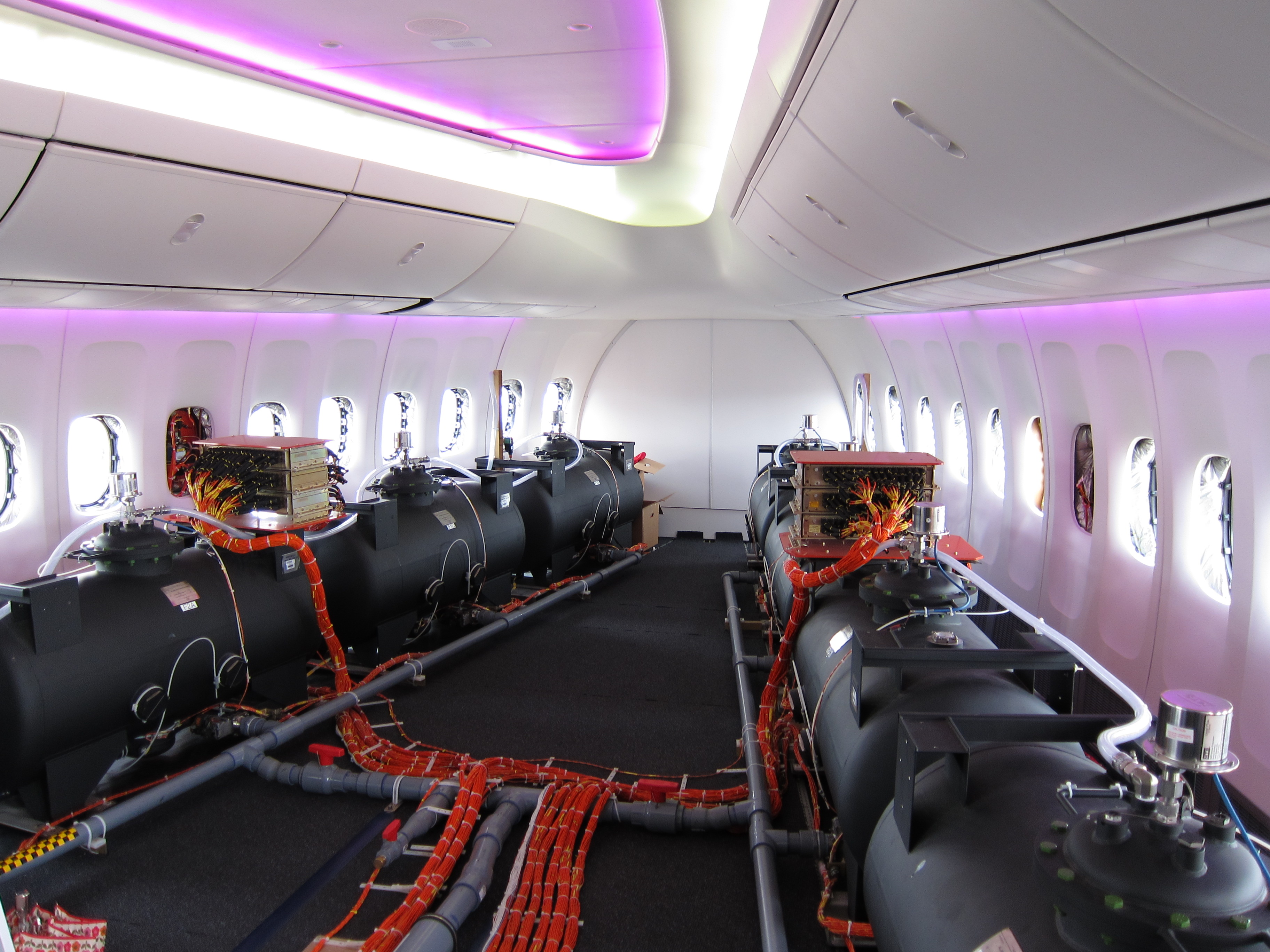
Цистерны с водой, предназначенные для лётных испытаний. Аппараты сверху — приёмники воздушного давления (правый отсоединён).

Конденсационный след, в зависимости от температуры, влажности и сдвигов ветра, действительно может долго не исчезать. Авиационные трассы в США большей частью проходят вдоль параллелей и меридианов, и если погодные условия мешают следам быстро рассеиваться, на небе возникает сетка. Самолёт не движется «по рельсам», и авиационные трассы представляют собой не линию, а коридор шириной порядка 10 километров — отсюда параллельные следы.
Идея утолщения природного слоя стратосферы за счёт аэрозолей — родом из России. Её выдвинул ещё в 70-е годы прошлого века академик Михаил Будыко, автор теории глобального потепления. Известно, что после вулканических извержений температура у поверхности земли на больших площадях снижается. Дело в том, что продукт извержения — природные аэрозоли, способные экранировать солнечное излучение, а значит — снижать температуру. Академик Юрий Израэль являлся активным сторонником идеи, суть которой в изменении «метеорологической солнечной постоянной» за счёт введения в нижнюю стратосферу (12—16 км) аэрозольных веществ, например соединений серы. Эта мера способна уменьшить воздействие Солнца на поверхность планеты.
В 2008 и 2010 годах под руководством академика Юрия Израэля были осуществлены эксперименты по рассеиванию в стратосфере на площади 200 км² сульфатных аэрозолей в качестве дешёвого и эффективного способа борьбы с глобальным потеплением.
В 2019 году стартовал Гарвардский проект по распылению аэрозолей в стратосфере. Первая фаза гарвардского проекта представляет собой два запуска в стратосферу на высоту около 20 километров аэростатов, которые распылят над юго-западной частью США стограммовые порции карбоната кальция, а потом проследят, как эти частицы будут рассеиваться. Суммарно аэростат выбросит в атмосферу примерно столько же частиц, сколько коммерческий авиалайнер выбрасывает за одну минуту полёта.
ВВС США заверяют, что единственный самолёт с распылителем, стоящий у них на вооружении, — C-130 Hercules.
Во время лётных испытаний приходится проверять разные варианты центровки самолёта, для чего в салон ставят цистерны с водой, которые имитируют различный вес пассажиров. Фотографии этих цистерн конспирологи часто выдают за самолёты-распылители, а бочки с водой называют цистернами с аэрозолями.

## В массовой культуре
- В 2021 году у певицы Ланы Дель Рей вышел альбом «Chemtrails Over the Country Club» с одноименной песней и клипом на эту песню. Названия альбома и песни отсылают к конспирологической теории о химиотрассах.